# Fellows
Fellows és una concentració de població designada pel cens dels Estats Units a l'estat de Califòrnia. Segons el cens del 2000 tenia 153 habitants.

## Demografia
Segons el cens del 2000, Fellows tenia 153 habitants, 56 habitatges, i 39 famílies. La densitat de població era de 89,5 habitants/km².
Dels 56 habitatges en un 28,6% hi vivien nens de menys de 18 anys, en un 58,9% hi vivien parelles casades, en un 8,9% dones solteres, i en un 28,6% no eren unitats familiars. En el 19,6% dels habitatges hi vivien persones soles el 7,1% de les quals corresponia a persones de 65 anys o més que vivien soles. El nombre mitjà de persones vivint en cada habitatge era de 2,73 i el nombre mitjà de persones que vivien en cada família era de 3,1.
Per edats la població es repartia de la següent manera: un 28,1% tenia menys de 18 anys, un 7,2% entre 18 i 24, un 22,2% entre 25 i 44, un 26,1% de 45 a 60 i un 16,3% 65 anys o més.
L'edat mediana era de 41 anys. Per cada 100 dones de 18 o més anys hi havia 93 homes.
La renda mediana per habitatge era de 30.417 $ i la renda mediana per família de 30.000 $. Els homes tenien una renda mediana de 36.250 $ mentre que les dones 20.781 $. La renda per capita de la població era de 15.636 $. Entorn del 17,5% de les famílies i el 17,4% de la població estaven per davall del llindar de pobresa.

## Poblacions més properes
El següent diagrama mostra les poblacions més properes.